# Hunsel (plaats)

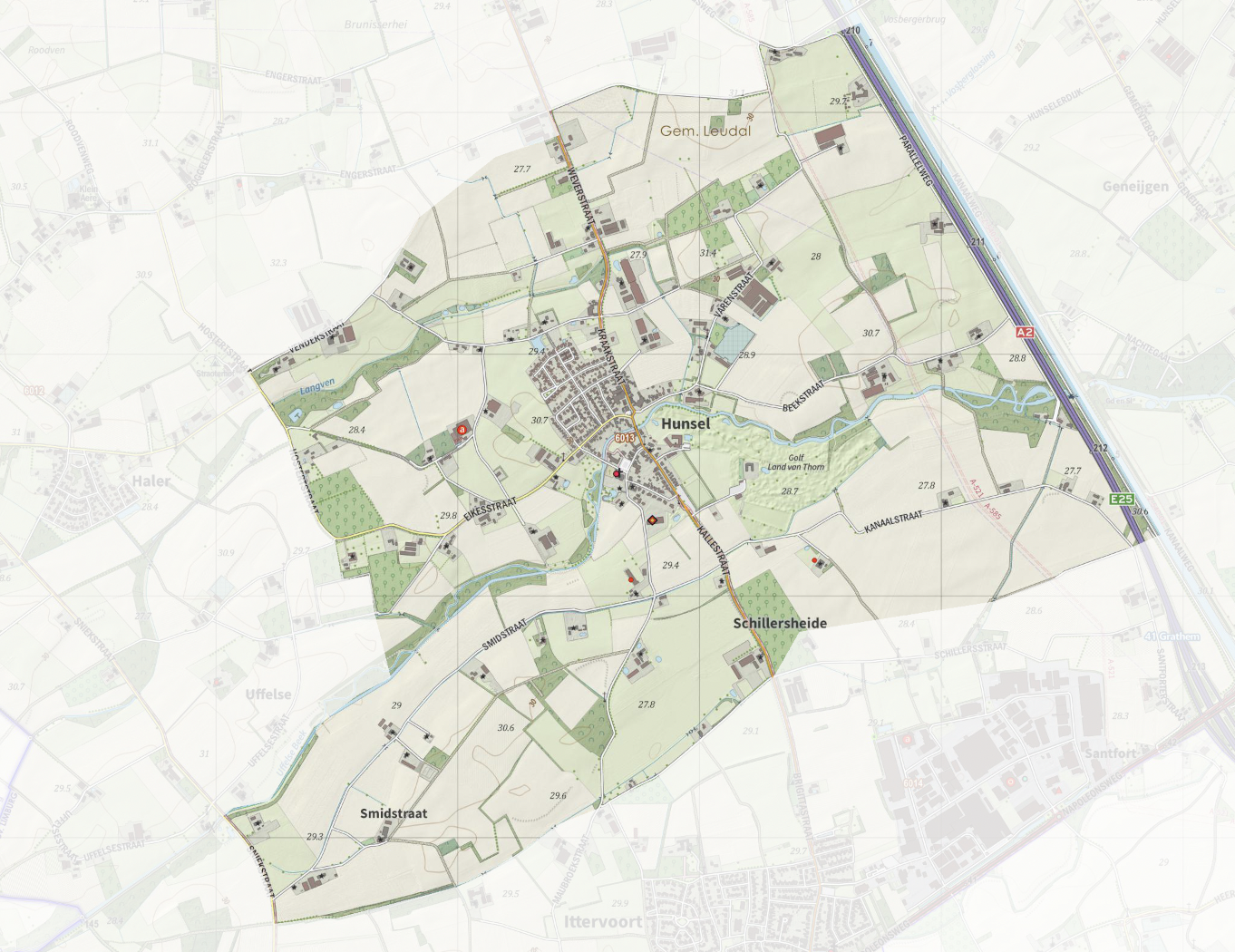
Kaart van Hunsel (2022)

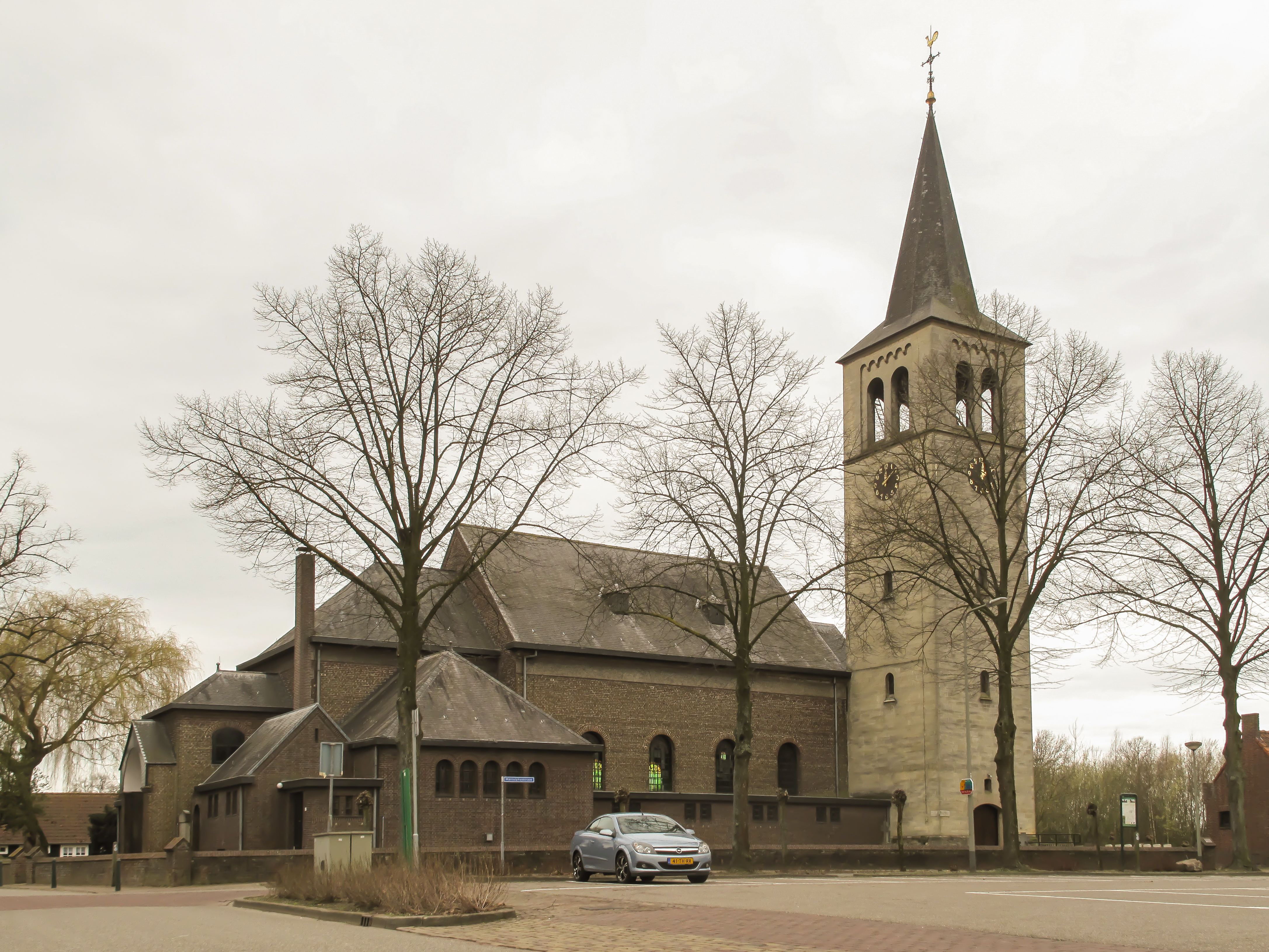
de Sint Jacobuskerk

Hunsel is een klein kerkdorp in Midden-Limburg (Nederland), gelegen in een landelijk, agrarisch gebied in de gemeente Leudal, 10 kilometer ten zuidoosten van Weert. Er wonen 965 mensen.

## Geschiedenis
In de feodale tijd behoorde Hunsel tot de Rijksheerlijkheid Kessenich. Na 1794 werd Hunsel een zelfstandige gemeente. Vooral in de 19e eeuw vond ontwikkeling plaats op beide oevers van de beek, terwijl na de Tweede Wereldoorlog vooral aan de noordzijde van de beek uitbreiding plaatsvond.
Per 1 januari 2007 fuseerde de gemeente Hunsel, tezamen met Haelen, Heythuysen en Roggel en Neer, tot een nieuwe gemeente Leudal. Na een overgangsperiode tot en met het jaar 2010 werden de oude gemeentehuizen afgestoten en werd één nieuw gemeentehuis gebouwd in Heythuysen.
Bij Hunsel hoort ook de buurtschap Smidstraat. Oorspronkelijk waren ook Haler en Uffelse buurtschappen van Hunsel, maar die zijn - tezamen - uitgegroeid tot het kerkdorp Haler.

## Bezienswaardigheden
- De Sint-Jacobus de Meerderekerk. Deze kerk had oorspronkelijk een romaanse mergelstenen toren die rond 1300 gebouwd is, maar werd tijdens de Tweede Wereldoorlog net als vele andere kerktorens in Limburg opgeblazen. De toren werd herbouwd in 1951 onder toezicht van architect Joseph Franssen. Het huidige eenbeukige kerkgebouw stamt uit 1839.
- Onze-Lieve-Vrouw-van-Lourdeskapel
- Piëtakapel
- Óngerbrögker kapel
- Enkele oude boerderijen
- Het gemeentehuis van de voormalige gemeente Hunsel
- De Uffelse Molen, een watermolen
- Boerenschans

## Natuur en landschap
Hunsel ligt aan de Uffelse Beek, welke in oostelijke richting stroomt. De hoogte van Hunsel is ongeveer 29 meter. Ten oosten van Hunsel ligt het Kanaal Wessem-Nederweert. Hunsel wordt omgeven door landbouwgrond, terwijl langs de Uffelse Beek en enkele kleinere beken ten noorden van Hunsel, enig broekbos ligt. Ten oosten van Hunsel mondt de Hunselse Langven/Kleine Renne uit in de Uffelse Beek.

## Voorzieningen
Het dorp kent drie kampeerplaatsen: Bekerhof, Branskanhof en Exhof. Daarnaast is er een woon-/zorgcomplex 'Bruggerhof' waar 24 kamers ter beschikking staan.

## Verenigingsleven
Hunsel kent vele verenigingen, zoals buurtverenigingen, een voetbalclub (RKHVC), een fanfare (St Cecilia), een schutterij (St Jacobus), een handboogvereniging (Vriendschap en Strijd), een carnavalsvereniging (de Serdelhunj), een toneelvereniging (Zeeversbas), enkele kerkkoren (Cantabile), etc. 

## Geboren
- Antoine Bouwens (1876-1963), sportschutter
- H.L.J.W. Jochems (1909-1981), Directeur Rolduc tussen 1959 en 1970[2][3][4]
- Emma Keuven (2005), YouTuber en actrice

## Nabijgelegen kernen
Haler, Ittervoort, Grathem, Ell
|           |         | Ell        |  | Kelpen-Oler |
|           |         |            |  |             |
| Haler     | Grathem |            |  |             |
|           |         |            |  |             |
| Neeritter |         | Ittervoort |  |             |

Dorpen: Baexem · Buggenum · Ell · Grathem · Haelen · Haler · Heibloem · Heythuysen · Horn · Hunsel · Ittervoort · Kelpen-Oler · Neer · Neeritter · Nunhem · Roggel

Buurtschappen: Aan de Bergen · Aan het Broek · Achter het Klooster · Asbroek · Beekkant · Berik · Blenkert · Brumholt · Caluna · Castert · De Horck · Dries · Eiland · Eind · Ellerhei · Gendijk · Geneijgen · Gerhegge · Haelense Broek · Hanssum · Heiakker · Heide (Heythuysen) · Heide (Roggel) · Heioord · Heugde · Hoek · Hollander · Hoogschans · Hoogstraat · De Horck · Kappert · Karreveld · Keizerbos · Kinkhoven · Laak · Maxet · Mortel · Nijken · Op de Bos · Ophoven · Overhaelen · Roligt · Santfort (deels) · Schaapsbrug · Schans (Ell) · Schans (Roggel) · Schillersheide · Smidstraat · Strubben · Uffelse · Venne · Vestjenshoek · Vlaas · Waije

Voormalige gemeenten: Haelen · Heythuysen · Hunsel · Roggel en Neer

Limburg: Steden en dorpen      Nederland: Provincies · Gemeenten